# Urmein
Urmein é uma comuna da Suíça, no Cantão Grisões, com cerca de 92 habitantes. Estende-se por uma área de 4,35 km², de densidade populacional de 21 hab/km². Confina com as seguintes comunas: Flerden, Lohn, Masein, Thusis, Tschappina.
A língua oficial nesta comuna é o Alemão.